# Hrvatski rukometni kup za žene 2017./18.
Hrvatski rukometni kup za žene za sezonu 2017./18. je osvojila "Lokomotiva" iz Zagreba.

## Rezultati

### Osmina završnice
Igrano 27. i 28. siječnja 2018. 

| par                                      | rez.  |
| ---------------------------------------- | ----- |
| Trešnjevka Zagreb - Zamet Rijeka         | 30:18 |
| Multinorm Cerna - Dugo Selo '55          | 23:37 |
| Umag - Podravka Vegeta Koprivnica        | 20:34 |
| Vukovar - Split 2010                     | 25:33 |
| Lokomotiva Zagreb - Ivanić (Ivanić-Grad) | 32:20 |
| Sesvete Agroproteinka - Zrinski Čakovec  | 23:30 |
| Dalmatinka Ploče - Koka Varaždin         | 19:28 |
| Murvica Crikvenica - Bjelovar            | 10:31 |

### Četvrtzavršnica
Igrano 25. i 28. ožujka 2018.
| par                                     | rez.  |
| --------------------------------------- | ----- |
| Lokomotiva Zagreb - Zrinski Čakovec     | 41:20 |
| Trešnjevka Zagreb - Bjelovar            | 30:26 |
| Podravka Vegeta Koprivnica - Split 2010 | 41:31 |
| Koka Varaždin - Dugo Selo '55           | 39:27 |

### Završni turnir
Igrano od 11. do 13. svibnja 2018. u Umagu u dvorani ŠSD Marija i Lina od 10. do 12. svibnja 2018.

| klub1                      | rez.          | klub2                      |
| poluzavršnica              | poluzavršnica | poluzavršnica              |
| -------------------------- | ------------- | -------------------------- |
| Lokomotiva Zagreb          | 29:17         | Trešnjevka Zagreb          |
| Podravka Vegeta Koprivnica | 30:23         | Koka Varaždin              |
|                            |               |                            |
| za pobjednika              |               |                            |
| Lokomotiva Zagreb          | 29:19         | Podravka Vegeta Koprivnica |

## Poveznice
- hrs.hr
- hr-rukomet.hr
- 1. HRL za žene 2017./18.
- 2. HRL za žene 2017./18.
- 3. HRL za žene 2017./18.